# Casa del relieve de Télefo

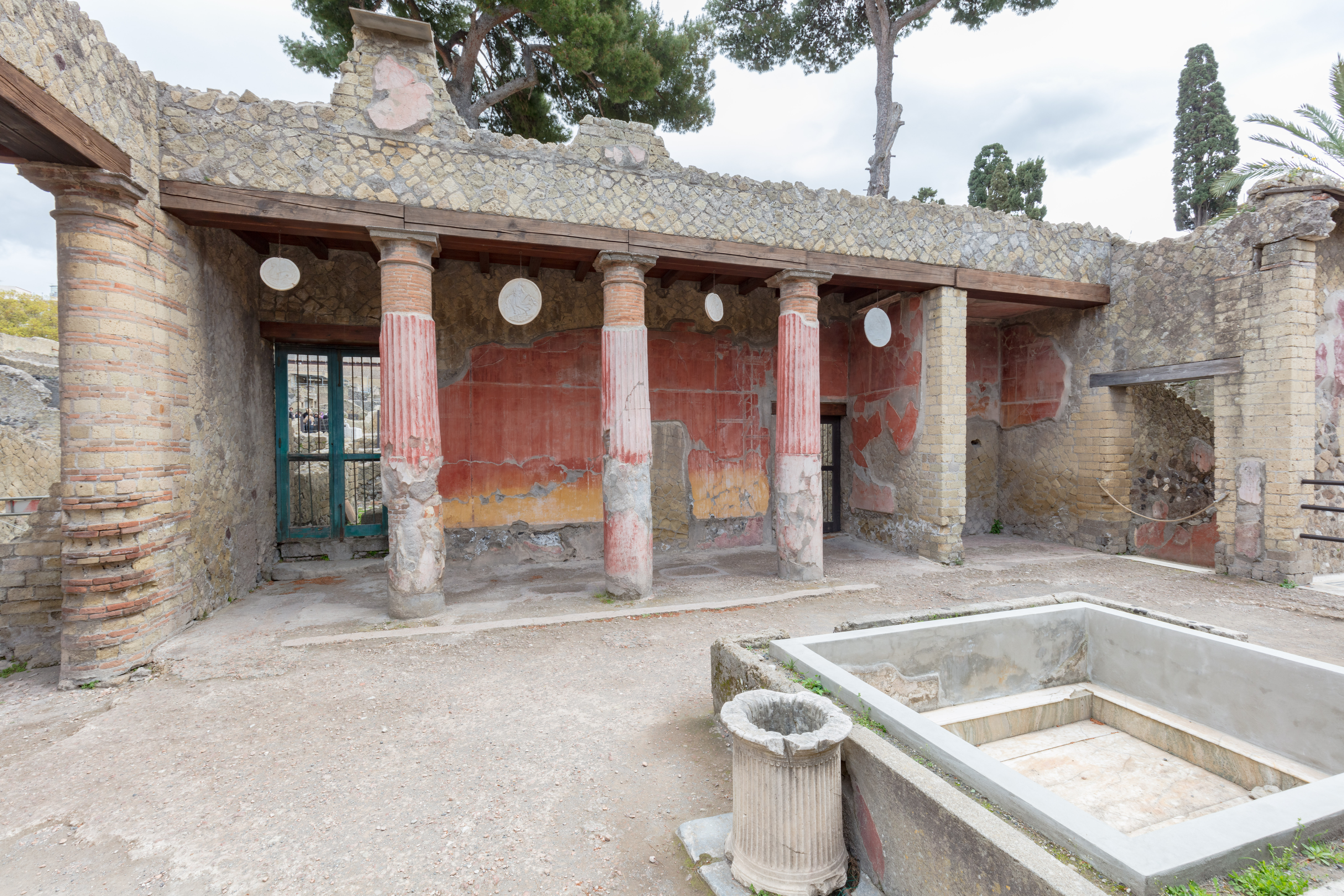
Vista del patio.

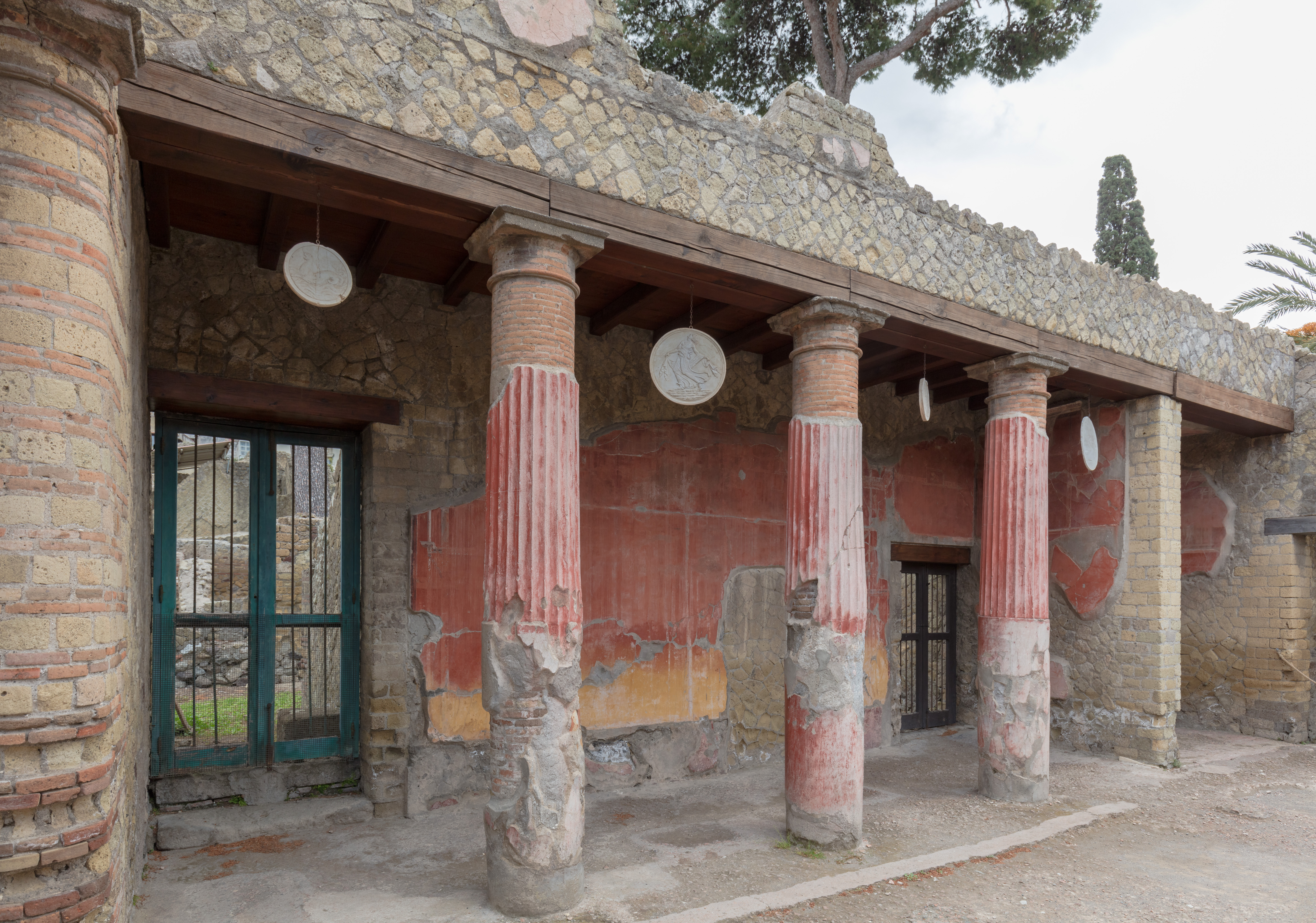
Detalle de las columnas.

La casa del relieve de Télefo (en italiano Casa del Rilievo di Telefo) se encuentra en Herculano (ínsula Orientalis I.2) y es uno de los edificios residenciales más grandes de la antigua ciudad. Destaca por su lujoso mobiliario y su complicada planta. La casa fue excavada en gran parte entre 1934 y 1936 bajo la dirección de Amedeo Maiuri y tomó su nombre moderno de un relieve que representa dos escenas míticas que rodean a Télefo. El relieve se encuentra actualmente en el Museo Arqueológico Nacional de Nápoles. Hay una copia en Herculano.
La casa se construyó después de que una casa de gran tamaño de la época de Augusto se dividiera en tres casas alrededor del año 50 d. C. Un edificio más antiguo y más pequeño en el sitio data del siglo II a. C. El edificio original se extendía en cuatro niveles. La casa del relieve de Télefo tiene un atrio y un gran peristilo ligeramente más alto. Las paredes del atrio con columnas muestran sencillas pinturas arquitectónicas del 4. estilo. Entre las columnas están suspendidos discos redondos de mármol (oscilla) y decorados con representaciones en relieve. La casa está ubicada en las afueras de la ciudad, donde el terreno desciende fuertemente hacia el mar. Algunas partes de la casa están cerca de las termas suburbanas. Destacan dos habitaciones, una encima de la otra al final de una serie de habitaciones más pequeñas, muy por encima de la pendiente y que en su día miraron directamente al mar. La parte superior está completamente revestida de mármol de colores, mientras que la parte inferior del muro se estructura con pilastras que tienen capiteles corintios. La sala inferior tiene un interior de mármol igualmente rico, pero la parte superior de la pared está decorada con pinturas que muestran varios patrones de rayas sobre un fondo rojo. Gran parte de las paredes de ambas habitaciones tienen grandes ventanales que ofrecían una buena vista hacia el mar. El techo de madera de la habitación superior fue encontrado desechado durante las excavaciones de 2009 al pie de la pendiente.
En la casa se encontraron restos de una cama y un cofre.